# نمیریه
نمیریه (به عربی: نميرية) یک منطقهٔ مسکونی در لبنان است که در شهرستان نبطیه واقع شده‌است.